# Timme Hoyng
Timme Hoyng (Amstelveen, 7 augustus 1976) is een Nederlandse hockeyspeler. Hij speelde 113 officiële interlands voor de Nederlandse hockeyploeg en scoorde daarin 8 keer. Hij nam eenmaal deel aan de Olympische Spelen, maar won bij die gelegenheid geen medaille.
De aanvallende middenvelder maakte zijn debuut onder leiding van toenmalig bondscoach Maurits Hendriks op 23 juni 2000 in Edinburgh, in de oefeninterland Spanje-Nederland (1-1), maar kwam vier jaar later, na de Olympische Spelen van Athene, weer serieus in beeld bij de nationale selectie.
Hoyng speelde achtereenvolgens voor MHC Amstelveen, Amsterdam, THC Hurley, HC Roma en opnieuw Amsterdam. Met die laatste club werd hij tweemaal landskampioen (2003 en 2004). Sinds seizoen 2009-2010 speelt hij bij een andere club uit het Amsterdamse Bos: Pinoké. Zijn broer Klaas speelt bij Hurley. Hoyng is in het dagelijks leven werkzaam als freelance-fotograaf.

## Internationale erelijst
| JAAR | TOERNOOI               | PLAATS             | RESULTAAT |
| ---- | ---------------------- | ------------------ | --------- |
| 2004 | Champions Trophy       | Lahore, Pakistan   | Zilver    |
| 2005 | Europees kampioenschap | Leipzig, Duitsland | Zilver    |
| 2005 | Champions Trophy       | Chennai, India     | Zilver    |

Thomas Boerma · 
Matthijs Brouwer · 
Ronald Brouwer · 
Jeroen Delmee · 
Geert-Jan Derikx · 
Rob Derikx · 
Laurence Docherty · 
Jeroen Hertzberger · 
Robert van der Horst · 
Timme Hoyng · 
Teun de Nooijer · 
Rob Reckers · 
Taeke Taekema · 
Guus Vogels · 
Roderick Weusthof · 
Sander van der Weide ·
Coach: Roelant Oltmans